# Charitopus fulviventris
Charitopus fulviventris is een vliesvleugelig insect uit de familie Encyrtidae. De wetenschappelijke naam is voor het eerst geldig gepubliceerd in 1860 door Förster.